# Sânge fierbinte (film)
Sânge fierbinte (în spaniolă Carne trémula) este un thriller dramatic de dragoste erotic spaniol din 1997, scris și regizat de Pedro Almodóvar și avându-i în rolurile principale pe Javier Bardem și Francesca Neri⁠(d). Filmul este inspirat din cartea omonimă din 1986 a scriitoarei britanice Ruth Rendell⁠(d).

## Distribuție
- Javier Bardem — David
- Francesca Neri⁠(d) — Elena
- Liberto Rabal — Víctor Plaza
- Ángela Molina⁠(d) — Clara
- José Sancho — Sancho
- Penélope Cruz — Isabel Plaza Caballero
- Pilar Bardem⁠(d) — Doña Centro
- Álex Angulo⁠(d) — șoferul de autobuz
- Mariola Fuentes⁠(d) — Clementina
- Yael Be — Chica
- Josep Molins — Josep
- Maria Rosenfeldt — fetița

## Premii
Filmul a câștigat în 1998 Premiul Goya pentru cel mai bun actor în rol secundar (José Sancho) și a fost nominalizat la premiile pentru cel mai bun actor (Javier Bardem) și cea mai bună actriță în rol secundar (Ángela Molina).